# Latrodectus pallidus
Latrodectus pallidus är en spindelart som beskrevs av O. Pickard-Cambridge 1872. Latrodectus pallidus ingår i släktet änkespindlar, och familjen klotspindlar. Inga underarter finns listade i Catalogue of Life.